# Cleidion ramosii
Cleidion ramosii là một loài thực vật có hoa trong họ Đại kích. Loài này được (Merr.) Merr. mô tả khoa học đầu tiên năm 1922.